# Cahiers de Radio-Paris
Les Cahiers de Radio-Paris est une revue française, publiée de 1930 à 1939, qui apporte un complément écrit aux programmes diffusés sur Radio-Paris. Il s'agit d'une revue mensuelle qui présente la retranscription de discours officiels, de programmes et de conférences diffusées sur les ondes.
Le premier numéro est daté d'avril 1930. La radio est nationalisée en 1933 mais la revue continue d'être publiée jusqu'en 1939. L'ambition éducative de Radio-Paris se retrouve dans la revue. 

## Contenu
On y retrouve des retranscriptions de conférences d'Henri Bergson, Jean Giraudoux, Georges Duhamel, Paul Valéry, Paul Langevin, André Maurois... Chaque revue comporte des messages reliés à l'actualité, des dossiers thématiques comme "Les grandes cultures de l'Europe orientales" ou "L'histoire des idées scientifiques". Elle consacre, chaque année, un numéro à l'année littéraire, récapitulant les parutions les plus significatives.
Des interviews d'écrivains sont également retranscrites dans les revues, reproduisant le radio-dialogue entre l'intervieweur et l'écrivain.

## Intérêt historique
Les archives sonores de Radio Paris n'étant pas toutes accessibles, cette revue permet de retrouver les moments majeurs des programmes diffusés.
Le 5 juin 1936, Léon Blum annonce la formation du gouvernement du Front populaire ainsi que la mise en place de la semaine de 40 heures et des congés payés.
En octobre et novembre 1939, on trouve la retranscription des discours d'Edouard Daladier, alors Président du Conseil, celui du 3 septembre 1939 annonçant l’agression de la Pologne et celui du 10 octobre 1939 qui confirme que la Pologne est occupée (Voir Campagne de Pologne).